# Bernuth (Adelsgeschlecht)

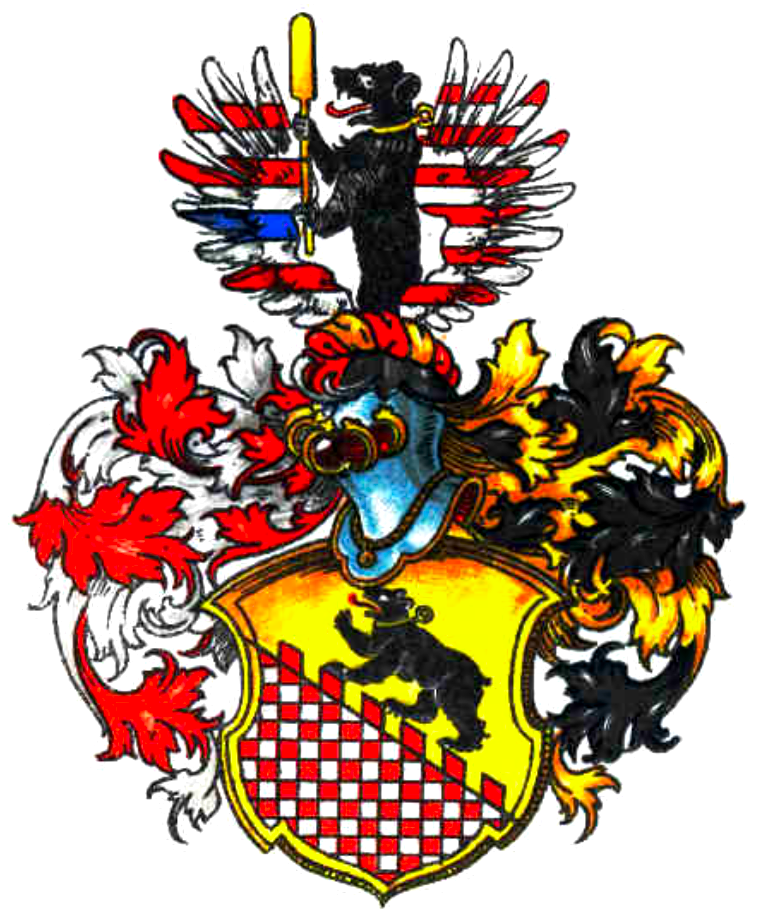
Wappen derer von Bernuth

Bernuth ist der Name eines aus der ehemaligen Grafschaft Barby stammenden Adelsgeschlechts.

## Geschichte

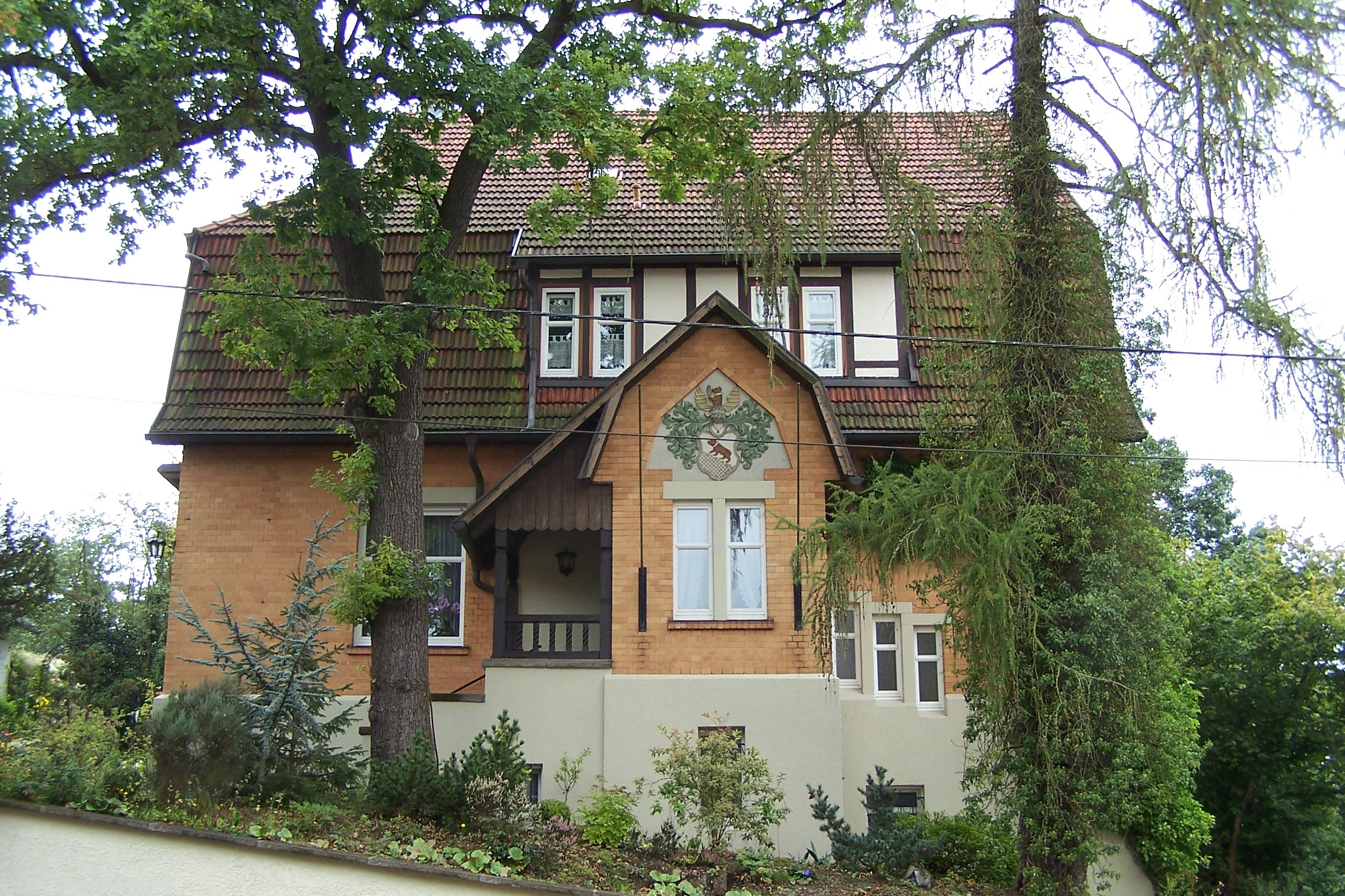
Wohnhaus des Generalmajors a. D. Leo von Bernuth in Eisenach

Das Geschlecht erscheint urkundlich erstmals 1655 mit dem bürgerlichen Hans Barnuht in Groß Rosenburg an der Saale, Kreis Schönebeck, wo die ersten Bernuths über mehrere Generationen als Lehrer wirkten.
Am 20. November 1786 wurden die Brüder Johann Matthias und Jacob Johann Christian von Bernuth in den preußischen Adelsstand erhoben. Beide waren im preußischen Staatsdienst, Johann Matthias als preußischer Kriegs- und Domänenkammerdirektor in Kleve; er brachte die Familie in den rheinisch-westfälischen Bereich. Sein Bruder war preußischer Kriegs- und Domänensteuerrat in Hamm.
Seit 1850 waren die Bernuths auch in Westpreußen, im Kreis Emden, in den Provinzen Posen, Schlesien und Pommern, in Österreich, ebenso wie in den Vereinigten Staaten zu finden. Generalmajor a. D. Leo von Bernuth bewohnte ab 1910 in Eisenach eine für ihn erbaute Villa in der Kolonie Karthäuserhöhe, die ein prominent angebrachtes Wappen der Familie von Bernuth ziert.
Seit 1911 besteht ein Familienverband.
Die Familie stellte Mitte des 20. Jahrhunderts mehrere höhere aktive Offiziere und Beamte, hielt mit Borowo und Keßburg in Westpreußen bis 1945 Landbesitz im Osten.

## Wappen

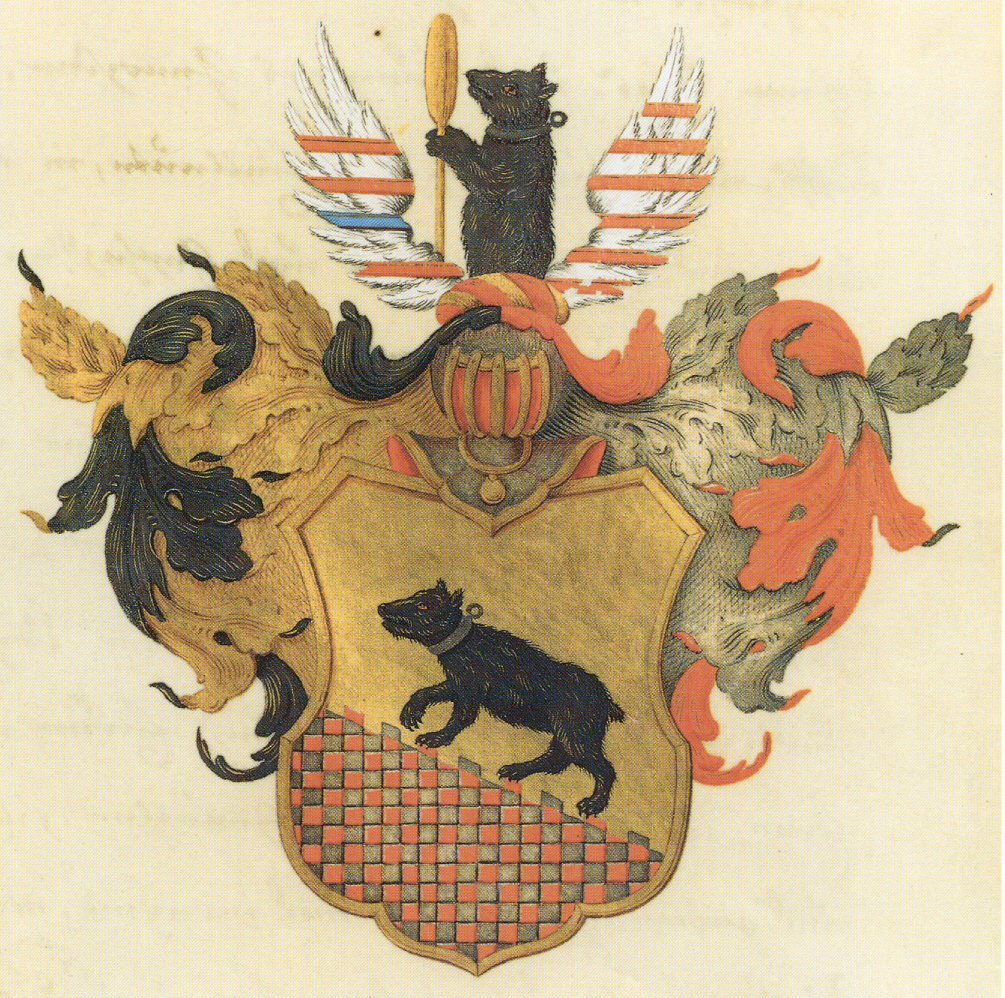
Bernuth im Wappenbrief

In Gold auf schrägrechter rot-silber geschachter Zinnenmauer ein schreitender schwarzer Bär mit silbernem Halsband. Auf dem Helm mit rechts schwarz-goldenen, links rot-silbernen Decken der Bär wachsend, in den Pranken ein goldenes Ruder aufrecht haltend zwischen einem offenen silbernen Reiher-Flug. Der rechte Flügel ist mit 4 Streifen (rot, rot, blau, rot), der linke Flügel mit sechs roten Streifen belegt.

## Bekannte Familienmitglieder
- August von Bernuth (1808–1889), preußischer Justizminister
- Bernhard Johann von Bernuth (1863–1942), deutscher Rittergutsbesitzer, Staatsdomänenpächter und Industrieller der Zuckerindustrie
- Christa von Bernuth (* 1961), deutsche Journalistin und Romanautorin[1]
- Christoph von Bernuth (* 1968), deutscher Opernregisseur
- Clemens von Bernuth (1848–1922), preußischer Generalmajor[2]
- Emil von Bernuth (1797–1882), preußischer Landrat
- Ernst von Bernuth (1833–1923), deutscher Offizier und Landschaftsmaler
- Ernst von Bernuth (General) (1842–1912), preußischer Generalleutnant
- Friedrich Heinrich von Bernuth (1789–1859), preußischer Verwaltungsbeamter
- Fritz von Bernuth (General) (1819–1906), preußischer Generalmajor
- Fritz von Bernuth (Manager) (* 1942), Geschäftsführender Vorstand der Franz Cornelsen Stiftung, langjähriger Geschäftsführer der Cornelsen Verlagsholding
- Friedrich von Bernuth (1757–1832), Beamter in französischen und preußischen Diensten
- Friedrich von Bernuth (1865–1943), preußischer Verwaltungsbeamter, Landrat und Regierungsvizepräsident
- Jakob von Bernuth (1729–1797), preußischer Kriegs- und Domänensteuerrat
- Johann Ludwig von Bernuth (1770–1857), preußischer Kriegs- und Domänenrat und Oberfinanzrat in Berlin
- Johann Matthias von Bernuth (1716–1797), Kammerdirektor des Kriegs- und Domänenrats in Kleve
- Julius von Bernuth (Dirigent) (1830–1902), deutscher Komponist und Dirigent
- Julius von Bernuth (General, 1861) (1861–1957), deutscher Generalmajor
- Julius von Bernuth (General, 1897) (1897–1942), deutscher Generalmajor
- Julius August von Bernuth (1782–1857), deutscher Beamter
- Leo von Bernuth (1851–1944), preußischer Generalmajor[3]
- Otto von Bernuth (1816–1887), preußischer Beamter, Polizeipräsident in Berlin und Regierungspräsident in Köln